# Alteridad
La alteridad viene del latín alter que significa "otro", y por tanto se puede traducir de un modo menos opaco como otredad. Considerado desde la posición del "uno" (es decir, del yo) es el principio filosófico de "alternar" o cambiar la propia perspectiva por la del "otro", considerando y teniendo en cuenta el punto de vista de quien opina. Alteridad es la relación de diferencia entre algo o alguien y su entorno, a diferencia de la identidad.
La palabra proviene de la epistemología posterior a Kant. El pensador que le otorgó su más profunda significación fue Edmund Husserl; en sus conferencia de 1929 hablaba de la alteridad y su idea de empatía que determinaría lo que conocemos como el conocimiento intersubjetivo.
Husserl reconoció que Descartes había llegado a las puertas de un gran descubrimiento al hacer su introspección que deduce que, si yo pienso, entonces yo existo; sin embargo, Descartes no resolvió la contradicción que se produce por el hecho de que el conocimiento sería en consecuencia subjetivo, puesto que es reconocido desde la interioridad de la consciencia de un sujeto en particular; por consiguiente, dice Husserl que se perdió la oportunidad de indagar cuáles son los conocimientos a priori con los cuales puede contar el ser para adquirir un conocimiento que porte alguna verdad acerca del mundo que nos rodea. 
Así, Husserl desarrolló la fenomenología como método para resolver este y otros problemas relacionados con el saber.
Actualmente es frecuente ver referencias a Emmanuel Levinas, por ejemplo, en su compilación de ensayos bajo el título Alteridad y Trascendencia.
Simone de Beauvoir exploró en profundidad la cuestión de la alteridad en El segundo sexo (1949). En la obra se emplea este término para explicar la condición y situación de las mujeres y las relaciones de género.
En términos generales, la “alteridad” se aplica al descubrimiento que el “yo” hace del “otro”, lo que hace surgir una amplia gama de imágenes del otro, del “nosotros”, así como visiones múltiples del “él”. Tales imágenes, más allá de las diferencias, coinciden todas en ser representaciones más o menos inventadas de personas antes insospechadas, radicalmente diferentes, que viven en mundos distintos dentro del mismo universo.
La alteridad hay que entenderla a partir de una división entre un “yo” y un “otro”, o entre un “nosotros” y un "ellos”. El “otro”  tiene costumbres, tradiciones y representaciones diferentes a las del “yo”: por eso forma parte de “ellos” y no de “nosotros”.
La alteridad es por tanto una ruptura con la mismidad, supone acabar con la existencia de “lo otro”, para aceptar la existencia de diversos mundos, dando cabida a la diversidad.
Entendemos la alteridad como el principio filosófico de "alternar" o cambiar la propia perspectiva por la del "otro", considerando y teniendo en cuenta el punto de vista, la concepción del mundo, los intereses, la ideología del otro; y no dando por supuesto que la "de uno" es la única posible.
Son muchos los grandes filósofos del siglo XX que han entendido la alteridad como una manera de estar en el mundo y cómo nos relacionamos los seres humanos. Uno de los más influyentes ha sido Jean Paul Sartre que ha tratado la alteridad de un modo transversal en todas sus ideas respecto al ser humano. Algunas de estas disertaciones de Sartre en torno a la alteridad difieren del concepto de alteridad aceptado por la mayoría, una cosmovisión que no cae en la idea de que el sujeto pensante no puede afirmar ninguna existencia salvo la suya propia que defiende el individualismo, pero tampoco cae en un realismo a ultranza del concepto clásico de alteridad en el que se basan muchos dogmas religiosos y corrientes filosóficas. 
Sartre efectivamente, afirma la existencia del otro, pero lo reconoce situado, mediatizado por el mundo. Asimismo, defiende la existencia del otro como constitutiva de la identidad propia, la libertad del otro es el soporte de mi esencia “¿Por qué iba a querer apropiarme del prójimo sino, justamente, en tanto que el prójimo me hace ser? (Sartre, 1954, p. 228) igualmente, “Nuestra esencia objetiva implica la existencia del otro y, recíprocamente, la libertad del otro funda nuestra esencia.” (Sartre, 1954, p. 231).
Sartre no niega la existencia del otro porque es evidente su papel en la constitución del ser como persona, pero afirma que tampoco debemos empoderar al otro, a tal punto que nos cosifique, que nos anule, porque eso significaría renunciar a la libertad; el otro extremo sería objetivar el alter ego y negarlo también, como en el caso del sadismo, pero sería también convertirnos en un objeto que oprime. Afirma que es necesario el punto medio, tal vez, un nosotros que involucre a la propia persona y, los otros. Para ello es necesario un compromiso, donde sin negar mi libertad yo ceda parte de ella, para construir horizontes comunes. Además, nos advierte Sartre que “toda situación humana, a más de ser compromiso en medio de los otros es experimentada como nos” (Sartre, 1954, p. 259).
Por otra parte, Miguel de Unamuno establecía una distinción tripartita entre lo uno y lo otro que sustituía la "neutralidad" por la "alterutralidad" o neutralidad activa.

## Alteridad y educación
Focalizando más el concepto de alteridad en la educación es necesario profundizar más en su interrelación, cómo a partir de la alteridad en la educación podemos combatir las desigualdades y trabajar como bien proponía Paulo Freire desde las diferencias. Educación nacida de una pedagogía de la emancipación partiendo de la alteridad y las particulares de cada persona. 
El ideal de educación universal parece la utopía a alcanzar en nuestra sociedad siempre y cuando el modelo propuesto nazca desde las diferencias, se constituya desde la legitimación y reconocimiento de todas las identidades, no siendo así se incurre en el error de prácticas sociales excluyentes eliminando las diferencias e imponiendo un modelo “normalizado” desintegrador, donde todos los alumnos y alumnas deben alcanzar las mismas expectativas esperadas. Debemos partir de las diferencias evitando las relaciones asimétricas y la homogeneización, estamos en una sociedad donde las diferencias se asocian al déficit, a la desviación de la norma, estigmatizando y etiquetando a los sujetos. 
“En los últimos tiempos, bajo discursos aparentemente progresistas, el argumento sobre las diferencias ha sido y es sutilmente reemplazado por el discurso de la diversidad, escondiendo renovadas políticas de homogeneización”. (Fernández, 2008, p. 343)
Si nos seguimos centrando en las diferencias es porque realmente existe un grupo dominante que define un modelo único y determina las reglas del juego, resignándose a la existencia del otro pero exponiéndolo a una situación de desigualdad e inferioridad, excluyéndolo y apartándolo En el espacio educativo se puede resumir de la siguiente manera: “En la institución educativa las diferencias se inscriben en relaciones de poder y saber, instalando la clasificación de los estudiantes y ejerciendo mayor control y regulación de la alteridad a través de la predicción de trayectorias escolares vinculadas con el fracaso escolar, atribuido a causas propias y naturales (Kaplan, 1997, citado en Fernández, 2008, p. 344). 
Y no solo eso, no únicamente se excluye sino se fomentan actitudes que retroalimentan esta situación a través de la competitividad, la rivalidad y la individualidad entre el grupo de iguales. 
Pensar en una pedagogía de las diferencias implica una visión de la educación desde su carácter político y ético, como Paulo Freire apuntaba desde su papel transformador. El aprender a ser y el transmitir empieza desde la relación dialógica, desde la reflexión sobre las relaciones con el mundo y la inserción crítica en él; el verdadero papel del educador/a tiene que nacer desde la intervención docente solidaria. Ser un guía y acompañante que incite a la interrogación, proveedor de criterios para la opción pero nunca desde la imposición, tomando la causa del otro - educando - como propia y poder colocarse en su lugar. El educador/a debe brindar su apoyo para transformar la dependencia hacia el proceso de reflexión y la acción autónoma, fomentar la capacidad de diálogo y reflexión crítica para que el otro pueda definir y sostener decisiones responsables. 
La educación es el lugar de la relación, del encuentro con el otro. Por encima de contenido y otras historias, es su razón de ser. Necesitamos una educación que se nutra de la experiencia y de la alteridad, que nos permita vivir el encuentro con el otro desde la vivencia, desde el sentir, desde la sensibilidad, desde las posibilidades de ser cada uno y cada una, en verdadera democracia y libertad.

## Debates
Considerando la personalidad humana en su totalidad, la alteridad no es sólo cultural o geográfica, es un cuestión común a toda persona en cualquier lugar del planeta. Comienza dentro de las propias sociedades occidentales que están aun lastradas por el patriarcalismo de hombre blanco adulto heterosexual libre y productivo frente la mujer, el dependiente, la persona con otras opciones sexuales, diferente cultura a la dominante o minorías étnicas y religiosas. Este patriarcado se entrelaza con el capitalismo y el racismo que utilizan la opresión para justificar la acumulación de capital (Adlbi, 2017). Para que el capitalismo funcione tiene que existir una clase oprimida y/o que trabaje gratuitamente como los cuidados invisibles dentro del ámbito familiar (Federici, 2013), necesita esta división racial y colonial, ya que el sistema otorga diferentes niveles de humanidad a las personas según el género, la clase, la nacionalidad, la religión o la orientación sexual, entre otros. Se establece un sistema de clasificación jerarquizada donde la acumulación de riqueza se encuentra en los estamentos superiores. Para acabar con ello hay que luchar contra todas las cabezas del monstruo a la vez o se reconstituirá continuamente. Este desafío abarca todas las sociedades del planeta. Es necesario incorporar todos los discursos y estrategias de cualquier comunidad oprimida para conseguir la aplicación de los derechos humanos universales. 
Hay que tener en cuenta todas las opresiones, no solo las que nos afectan a nosotros como sociedad concreta. Y, fundamentalmente, son las personas que padecen estas violencias las que deben decidir cual es la estrategia que quieren seguir para afrontarlas. Es necesario poner en marcha la Interseccionalidad, término acuñado por Kimberlé Williams Crenshaw (1991). Esta teoría sugiere que es necesario ver todas las dimensiones que forman parte de una persona y estudiar todas las identidades solapadas que interaccionan a la vez, teniendo en cuenta que las violencias que sufre una persona no actúan independientemente, sino que están interrelacionadas creando múltiples formas de discriminación.
Al tratar el problema de forma global, las políticas deben diseñarse para preservar el derecho a la diferencia. La alteridad endógena y exógena requiere de una concreción en políticas de comprensión y tratamiento de esta diferencia de los “otros”.
Un punto de partida para estas políticas son las propuestas tanto teóricas como prácticas que se vienen llevando a cabo desde la cultura de la paz, propuestas que parten del diálogo y no de la confrontación, de la solución consensuada de los conflictos y no de la imposición de un modelo vertical y jerárquico.
La percepción del otro como una amenaza a la seguridad propia, como una invasión que afecta a las costumbres locales y por tanto que genera una pérdida de identidad para la sociedad de acogida y que afecta a la economía local, entre muchas otras cuestiones, es una problemática social, que encuentra legitimidad en las políticas y normativas locales. En consecuencia, las instituciones se dotan de mecanismos administrativos y burocráticos que facilitan la exclusión legalizándola. Por lo tanto, el mecanismo a la inversa es posible y debe desarrollar políticas concretas que comiencen en el sistema escolar y se concreten en el lugar de trabajo o en el espacio público.